# Wrociszew

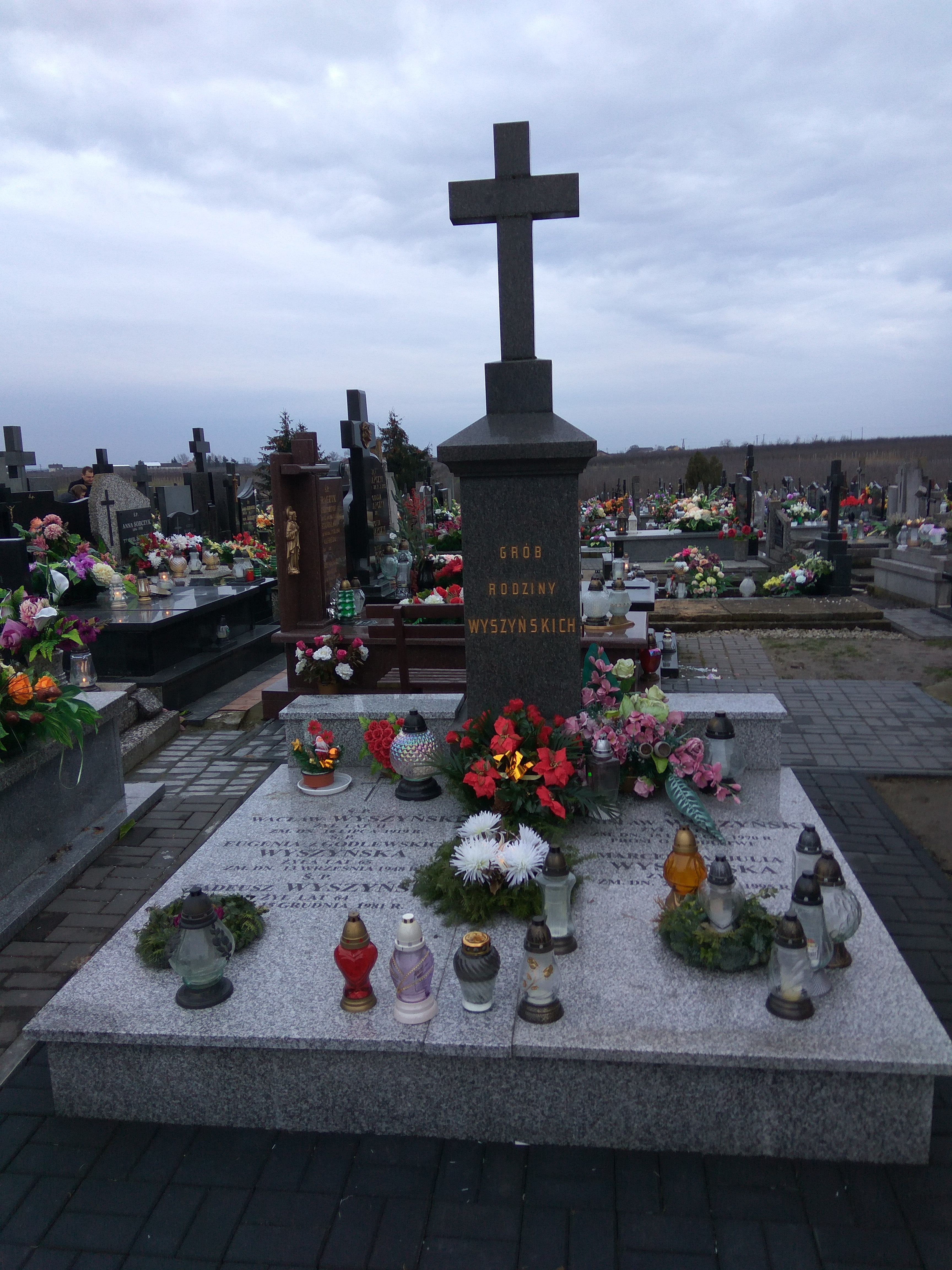
Grób rodziny Wyszyńskich

Wrociszew – wieś sołecka w Polsce położona w województwie mazowieckim, w powiecie grójeckim, w gminie Warka.
W latach 1975–1998 miejscowość administracyjnie należała do województwa radomskiego.
Na północnych krańcach wsi płynie Struga, dopływ Pilicy.

## Historia
Wieś duchowna Wrociszewo  położona była w drugiej połowie XVI wieku w powiecie wareckim ziemi czerskiej województwa mazowieckiego. 
W centrum wsi znajduje się kościół św. Małgorzaty, zbudowany w stylu neogotyckim w latach 1815-1894, konsekrowany w 1904 r. Obecnie kościół jest siedzibą parafii, należącej do dekanatu wareckiego, archidiecezji warszawskiej.
W tym kościele na organach grał Stanisław Wyszyński, ojciec kardynała Stefana Wyszyńskiego. Grób zmarłego 15 lutego 1970 r. w wieku 94 lat Stanisława Wyszyńskiego oraz czterech innych członków rodziny Wyszyńskich znajduje się na lokalnym cmentarzu. 